# Obermühle (Ergersheim)
Obermühle (fränkisch: Ejbamiel) ist ein Gemeindeteil der Gemeinde Ergersheim im Landkreis Neustadt an der Aisch-Bad Windsheim (Mittelfranken, Bayern). Obermühle liegt in der Gemarkung Ermetzhofen.

## Lage
Die Einöde liegt an der Rannach und an einer Gemeindeverbindungsstraße, die unmittelbar nördlich in die Bundesstraße 13 mündet bzw. nach Ermetzhofen zur Kreisstraße NEA 31 führt (0,9 km südwestlich).

## Geschichte
Der Ort wurde 1408 im Salbuch von Heinrich Toppler als „obern muln“ erstmals schriftlich erwähnt. 1432 wurde sie „Göltmůll“ genannt, ansonsten aber immer Obermühle. Das Bestimmungswort bezieht sich auf ihrer Lage. Flussabwärts befinden sich die Kellermühle, die auch als Mittelmühle bezeichnet wurde, und die Simonsmühle. Der Beleg von 1432 ist ebenfalls eine Lagename, der Bezug nimmt auf dem in der Nähe gelegenen Goldberg.
Gegen Ende des 18. Jahrhunderts gab es in Obermühle ein Anwesen. Das Hochgericht übte das ansbachische Oberamt Uffenheim aus. Von 1797 bis 1808 unterstand Obermühle dem preußischen Justiz- und Kammeramt Uffenheim.
1806 kam der Ort an das Königreich Bayern. Mit dem Gemeindeedikt (frühes 19. Jahrhundert) wurde Obermühle dem Steuerdistrikt Ermetzhofen und der Ruralgemeinde Ermetzhofen zugewiesen. Am 1. Januar 1974 wurde die Gemeinde Ermetzhofen im Zuge der Gebietsreform in Bayern nach Ergersheim eingegliedert.

## Einwohnerentwicklung
| Jahr      | 001818 | 001840 | 001861 | 001871 | 001885 | 001900 | 001925 | 001950 | 001961 | 001970 | 001987 |
| Einwohner | 3      | 7      | 6      | 6      | 5      | 5      | 7      | 13     | 10     | 5      | 3      |
| Häuser    | 1      | 1      |        |        | 1      | 1      | 1      | 2      | 1      |        | 1      |
| Quelle    | [ 10 ] | [ 14 ] | [ 15 ] | [ 16 ] | [ 17 ] | [ 18 ] | [ 19 ] | [ 20 ] | [ 21 ] | [ 22 ] | [ 1 ]  |

## Religion
Der Ort ist seit der Reformation evangelisch-lutherisch geprägt und bis heute nach Heiligkreuz (Ermetzhofen) gepfarrt.